# Giovanni Serges
Giovanni Serges (Catania, 21 luglio 1951) è un giurista e costituzionalista italiano.
Dal 2018 al 2021 è stato segretario dell'associazione italiana dei costituzionalisti.

## Biografia
Nato nel 1951 a Catania, ha frequentato la locale Università, presso la quale si è laureato nel 1974 in giurisprudenza, con una tesi assegnata da Vincenzo Zangara e discussa con Antonio D'Atena. Dopo la laurea si è perfezionato all’Università "La Sapienza" di Roma sotto la guida di Franco Modugno, poi diventato suo maestro.
Dopo aver intrapreso la carriera di professore universitario e avvocato cassazionista, si è affermato come costituzionalista.
Nel 2018 è stato eletto segretario dell'Associazione italiana dei costituzionalisti.

## Carriera accademica
Ha insegnato diritto pubblico, diritto costituzionale, ordinamento giudiziario, diritto amministrativo e diritto regionale nelle Università di Roma (La Sapienza), Perugia, Catania e "Roma Tre". Nel 1981 è diventato ricercatore universitario, nel 1996 professore associato e nel 2005 professore ordinario.
Nel 2016 è stato eletto direttore del dipartimento di giurisprudenza dell’Università degli Studi «Roma Tre», succedendo a Paolo Benvenuti e rimanendo in carica sino al 2021. Nella stessa Università è stato, peraltro, componente del Senato accademico e coordinatore della Commissione Bilancio e regolamenti.
Dal 2018 al 2021 è stato commissario per l’abilitazione scientifica nazionale dei professori universitari di diritto costituzionale.
È attualmente direttore dell’Alta Scuola per l’Amministrazione istituita presso l’Università degli Studi "Roma Tre". Con sentenza n. 5295 del 2025 della VII sezione del Consiglio di Stato gli è stato inoltre riconosciuto il conferimento dell'onorificenza di Professore emerito di diritto costituzionale.
Sul piano della produzione scientifica, i suoi contributi maggiori sono stati soprattutto in tema di garanzie giurisdizionali, diritto regionale, giustizia costituzionale e sistema delle fonti.

## Carriera professionale
Dal 1977 è avvocato e, dal 1995, è abilitato all’esercizio dinanzi alle giurisdizioni superiori.
Come avvocato ha fatto parte, assieme ad Alessandro Pace e all'ex membro del CSM Mario Serio, del pool difensivo costituitosi dinanzi alla Corte costituzionale nel conflitto di attribuzione promosso dall’allora Presidente della Repubblica Giorgio Napolitano nell’ambito del processo sulla cosiddetta trattativa Stato-mafia.
È stato presidente del collegio arbitrale in materia di appalti pubblici di rilevanza nazionale, nonché, dal 1997 al 2009, del collegio arbitrale di disciplina della professione forense istituito presso il Ministero dell’economia ai sensi del decreto legislativo n. 29 del 1993.
Dal 1997 al 2001 è stato, inoltre, componente del consiglio di amministrazione dell’Agenzia autonoma per la gestione dell’Albo dei Segretari comunali per la Regione Umbria.
Dal 2007 al 2021 è stato giudice della corte d'appello sportiva nazionale della FIGC.
In campo editoriale ha fondato e dirige la collana editoriale L'unità del diritto.

## Opere
- Il principio del doppio grado di giurisdizione nel sistema costituzionale italiano, Milano, Giuffrè, 1993.
- Autonomia regionale e diritto comunitario, Roma, 2000.
- Diritto pubblico (con altri Autori), Torino, Giappichelli, 2007; 2009; 2011; 2013; 2015; 2017; 2019; 2021; 2023; 2025.
- I modelli processuali nella giurisprudenza costituzionale, Torino, Giappichelli, 2010.
- Letture di Diritto pubblico, Napoli, Editoriale scientifica, 2011.
- Lineamenti di Diritto costituzionale della Regione Lazio (con Marco Ruotolo), Torino, Giappichelli, 2012.
- Governo, amministrazione, giurisdizione (con Carlo Colapietro), Torino, Giappichelli, 2014.
- Sentenze costituzionali e dinamica delle fonti, Napoli, Editoriale scientifica, 2015.
- Diritto pubblico per l’Economia e gli Studi sociali (con Antonio Barone e Carlo Colapietro), Napoli, Editoriale scientifica, 2024.